# Weimarer Dreieck 2005

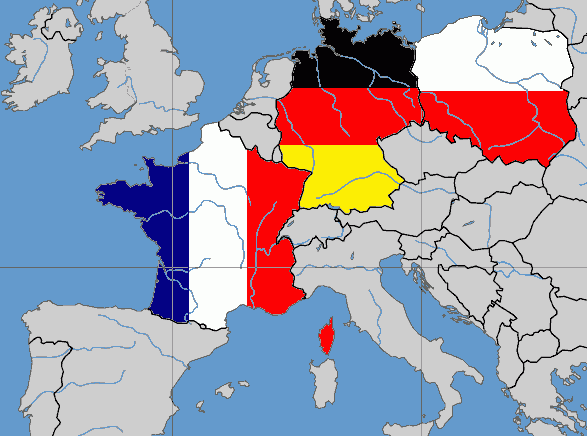
Die Mitgliedsländer des Weimarer Dreiecks

Das 6. Treffen des Weimarer Dreiecks fand am 19. Mai 2005 in Nancy, Frankreich, statt. Die Begegnung in Nancy fiel zeitlich zusammen mit den Feierlichkeiten zum 250. Jahrestag der Errichtung des Place Stanislas durch den vormaligen polnischen König und späteren Herzog von Lothringen Stanislaus I. Leszczyński. Es war das erste Treffen des Forums nach dem EU-Beitritt Polens und das zweite Treffen des Weimarer Dreiecks in Nancy.

## Teilnehmer
Anwesend waren der französische Staatspräsident Jacques Chirac, der polnische Staatspräsident Aleksander Kwaśniewski und der deutsche Bundeskanzler Gerhard Schröder.

## Themen
Ein zentrales Thema des Treffens war das bevorstehende französische Referendum vom 29. Mai 2005 zur Europäischen Verfassung. Die vereinbarten Themen dieses Gipfels waren die Konsequenzen der EU-Erweiterung 2004, die EU-Binnenpolitik und die EU-Nachbarschaftspolitik im Zusammenhang mit den osteuropäischen Länder. Weitere Themen des Treffens waren die Beziehungen zwischen Russland und der Europäischen Union, die Beziehungen zwischen der Ukraine und der EU, die Situation im Nahen Osten und im Irak sowie die Vorbereitung der 60. Generalversammlung der Vereinten Nationen.
Der Ausbau der trilateralen Partnerschaft bei Wirtschaft, Handel, Aus- und Weiterbildung sowie dem interkulturellen Austausch wurde auch erörtert.

### EU-Haushalt
Die Regierungschefs diskutierten während des Treffens auch den Haushaltsentwurf der EU. Frankreich und Deutschland betonten ihre Forderung, wonach die Beiträge der Mitgliedsländer zum EU-Haushalt auf 1,0 % ihres Bruttonationaleinkommens zu begrenzen. Man kam in der Haushaltsfrage nicht in allen Punkten zu einer Einigung, verständigte sich aber bei:
- der Forderung zur Einhaltung einer Haushaltsdisziplin
- der Forderung nach einer besonderen Solidarität gegenüber den wirtschaftlich schwachen neuen EU-Mitgliedsstaaten
- der Forderung nach einer Überprüfung der Sonderbehandlung Großbritanniens in Form eines Rabattes

### Nachbarschaftspolitik
Für eine besondere Solidarität gegenüber den wirtschaftlich schwachen neuen EU-Mitgliedsstaaten sprach sich der polnische Präsident Kwasniewski. Für sein Land forderte er finanzielle Hilfen „zumindest auf dem Niveau Spaniens“, weil beide Länder im Hinblick auf ihre Größe vergleichbar seien.
Chirac und Schröder unterstützten zwar den Grundsatz einer besonderen Solidarität für die neuen EU-Mitglieder, betonten aber, dass diejenigen Länder, welche bisher von der Solidarität der anderen profitiert hätten, nun auch ihrerseits bereit sein müssten, Solidarität gegenüber den neuen Staaten zu zeigen. Gerhard Schröder erklärte: „Einfach draufsatteln, um alle Wünsche befriedigen zu können, das kann keiner in Europa leisten.“

### Trilaterale Partnerschaft
Auch bei diesem Treffen betonten die Teilnehmer wieder die Bedeutung des Forums. Jacques Chirac erklärte: „Bei unseren Gesprächen [...] haben wir noch einmal die Bedeutung der regelmäßigen Treffen des Weimarer Dreiecks unterstrichen, um uns gemeinsam über die trilateralen Probleme zu unterhalten, aber auch über Probleme allgemeiner Art zu sprechen, die in Europa anstehen, die die europäische Integration betreffen.“ Aleksander Kwasniewski bekräftigte: „Diese Institution [das Weimarer Dreieck] ist aus polnischer Sicht sehr wichtig. Sie hat eine wesentliche Rolle für uns auf dem Weg in die Europäische Union – und vorher in die NATO – gespielt. Ich bringe meine Hoffnung zum Ausdruck, dass diese Initiative fortgesetzt wird und es weitere Treffen geben wird. Es werden andere daran teilnehmen. Aber ich von meiner Seite möchte meine Genugtuung zum Ausdruck bringen, dass ich immer mit Freude dabei war.“ Gerhard Schröder erklärte abschließend: „Wir haben in der Tat die Gespräche in einem sehr europäischen Geist geführt. Das war möglich, weil wir nicht nur formal Europäer sind, sondern weil uns auch inhaltlich eine ganze Menge verbindet.“